# متلازمة السبيل الحرقفي الظنبوبي
متلازمة السبيل الحرقفي الظنبوبي هي إصابة شائعة تؤثر على مفصل الركبة، وترتبط عموماً بالركض أو ركوب الدراجات أو المشي لمسافات طويلة أو رفع الأثقال خاصة بوضعية القرفصاء.
يعتبر السبيل أو الرباط الحرقفي الظنبوي بمثابة تسمك ليفي في اللفافة الوحشية للفخذ، وتتمثل وظيفة هذا الرباط مع العضلات المرتبطة به في تمديد الورك وتدويره، بالإضافة لذلك فهو يساهم بشكل هام في تثبيت مفصل الركبة ودعمه، ينشأ هذا الرباط من اللقمة الوحشية لعظم الفخذ ويرتكز على عظم الظنبوب، وتكمن أهميته السريرية بتثبيت الركبتين والمحافظة على توازنهما أثناء الركض والمشي، وعندما يميل الشخص للأمام باستخدام ركبة مثنية يكون هذا الرباط هو الداعم الرئيسي للركبة.

## العلامات والأعراض
تتراوح أعراض هذه المتلازمة من الألم الذي يصيب منطقة أعلى الركبة أو خارج مفصل الركبة على الجانب الوحشي للمفصل، إلى تورم الأنسجة في كامل المنطقة فوق عظم الفخذ. قد يقتصر الشعور بالألم على أعلى مفصل الركبة مباشرة أو يمتد على طول الشريط العظمي بالكامل، وقد لا يحدث الألم فورًا أثناء النشاط الرياضي أو الفيزيائي، ولكنه يزداد حدة مع مرور الوقت، ويكون الشعور بالألم أكثر شيوعاً عندما تدوس القدم على الأرض، وقد يستمر الألم لفترة طويلة بعد انتهاء النشاط الرياضي أو الجهد الفيزيائي.

## الأسباب
يمكن أن تنتج متلازمة السبيل الحرقفي الظنبوبي عن واحد أو أكثر من الإجراءات أو الممارسات التالية: العادات الرياضية، تشوهات تشريحية، اضطراب في العضلات.
- ومن أهم عادات التدريب الرياضي الخاطئة التي قد تسببها:
- قضاء فترات طويلة من الوقت أو الجلوس بشكل منتظم في وضع «اللوتس» في رياضة اليوغا وهو الأمر الذي يسند القدمين على الجزء العلوي من الفخذين لفترة طويلة من الزمن ويمدد الرباط الحرقفي الظنبوبي.
- عدم كفاية الإحماء قبل التمارين أو الألعاب الرياضية، أو عدم كفاية الراحة بعدها.
- الإفراط في الركض في مسارات الصعود أو النزول.
- وضعية القدمين بزاوية مفرطة عند ركوب الدراجات (والصحيح أن تكون زاوية الركبة بين 30 و35 درجة للمساعدة في تجنب حدوث هذه المتلازمة [3].
- صعود أو هبوط الدرج بشكل مفرط.
- المشي لمسافات طويلة.
- التجديف

ومن أهم التشوهات التشريحية المؤهبة:
أن تكون الأقواس الراحية أو الأخمصية في القدم عالية أو منخفضة أكثر من اللازم، تفاوت في طول الساقين، عدم توازن في قوة أو حجم العضلات، ضعف عضلات مفصل الورك.

## الآلية التشريحية
تعد متلازمة السبيل الحرقفي الظنبوبي من الأسباب الرئيسية لآلام الركبة الجانبية عند العدّائين. إن السبيل الحرقفي الظنبوبي هو عبارة عن شريط سميك من اللفافة على الجانب الوحشي للركبة، ويمتد من خارج الحوض فوق الورك والركبة ليدخل أسفل مفصل الركبة مباشرة ويرتكز على عظم الظنبوب. هذا الشريط السميك ضروري جدًا لاستقرار مفصل الركبة وثباته أثناء الجري، إذ ينتقل من وراء عظم الفخذ إلى مقدمة عظم الفخذ أثناء النشاط الحركي، وقد يؤدي الاحتكاك المستمر له بالناحية الوحشية لعظم الفخذ بالإضافة للانحناء المتكرر وتمدد مفصل الركبة أثناء الركض إلى إصابة المنطقة بالتهاب ميكانيكي يؤدي في النهاية لحدوث متلازمة السبيل الحرقفي الظنبوبي.

## التشخيص
يعتمد تشخيص متلازمة السبيل الحرقفي الظنبوبي على القصة المرضية والفحص السريري بشكل رئيسي، ويكون ذلك كافيًا عادةً لوضع التشخيص.

## العلاج
على الرغم من أن ألم متلازمة السبيل الحرقفي الظنبوبي قد يكون حادًا وشديدًا أحيانًا، فإنّ بعض الإجراءات البسيطة قد تخفف من هذا الألم كثيرًا، مثل الراحة ووضع الثلج ورفع الطرف السفلي ثم تمديده [2]، ويمكن للعلاج الفيزيائي لاحقًا أن يخفف الألم بشكلٍ كبير، وعادة ما يكون كافيًا لتدبير هذه المتلازمة.